# Fernando Méndez (réalisateur)
Pour les articles homonymes, voir Fernando Méndez.
Fernando Antonio Méndez García, né le 20 juillet 1908 à Zamora de Hidalgo (Michoacán) et mort le 17 octobre 1966 à Mexico, est un réalisateur et scénariste mexicain,,,.

## Filmographie partielle

### Comme réalisateur
- 1944 : Les Cavaliers de la terreur (Las calaveras del terror)
- 1951 : Roberto la Douceur (El suavecito)
- 1957 : Le Monstre sans visage (Ladrón de cadáveres)
- 1957 : Les Proies du vampire (El vampiro)
- 1957 : Le Retour du vampire ou Le Cercueil du vampire (El ataúd del vampiro)
- 1957 : Les anges ont parfois des éperons (Hay angeles con espuelas)
- 1958 : Le Coffre du pirate (El cofre del pirata)
- 1959 : Les Mystères d'outre-tombe ou Au-delà de la mort (Misterios de ultratumba)
- 1959 : Le Cri de la mort (El grito de la muerte)

### Comme scénariste
- 1932 : Contrabando d'Alberto Mendez Bernal[1]